# خواجه حسن
خواجه حسن یک روستا در افغانستان است که در ولایت بامیان واقع شده‌است.